# Iker Casas
Iker Casas García (23 de septiembre de 1999) es un deportista mexicano que compite en taekwondo. Ganó una medalla de plata en el Campeonato Panamericano de Taekwondo de 2021 en la categoría de –68 kg.

## Palmarés internacional
| Campeonato Panamericano | Campeonato Panamericano | Campeonato Panamericano | Campeonato Panamericano |
| Año                     | Lugar                   | Medalla                 | Categoría               |
| ----------------------- | ----------------------- | ----------------------- | ----------------------- |
| 2021                    | Cancún (México)         | Medalla de plata        | –68 kg                  |